# Epitaphe (groupe)
Pour les articles homonymes, voir Epitaphe.
 (décembre 2021).
Epitaphe est un groupe de metal extrême français, originaire de Claix, dans l'arrondissement de Grenoble.

## Biographie
Le groupe est formé en 2016 à Claix par le chanteur Paul « PBFK » Brousse, le guitariste Laurent « LBK » Buk, le batteur VLVR et le bassiste DRZ. En 2018, une première bande démo, Demo MMXVII, a été publiée par le label indépendant mexicain Chaos Records. La démo a été commentée par différents webzines et parfois jugée comme « le plus grand espoir actuel d'un death-doom sans compromis et inhabituel, qui refuse les conventions et les stéréotypes du sous-genre ».
Un an après la sortie de la démo, le premier album, I, sort via Aesthetic Death Records. I contient des versions retravaillées, réenregistrées et produites de meilleure qualité des morceaux de la démo, qui ont été très appréciées par les critiques,,. Ainsi, la décision de réenregistrer la démo et d'utiliser des morceaux connus pour le premier album a été jugée comme une démarche courageuse et correcte, qui a permis des améliorations « de l'atmosphère à la musicalité ».

## Style musical
Le style musical joué par Epitaphe est considéré comme un crossover de death-doom et de death metal avec des influences musicales de funeral doom et de black metal. La plupart du temps, il est fait référence au death-doom, mais cette classification est relativisée,,. Entre autres, la musique est décrite comme du death-doom qui se situe « plus du côté death du spectre » et qui est avant-gardiste et progressif. Une attribution claire du genre est rarement faite par le groupe de critiques. Ils préfèrent utiliser des termes génériques comme metal extrême pour classer la musique. Ainsi, le webzine Grizzly Butts décrit I comme « l'essence et le point culminant » d'un metal extrême moderne. Ainsi, les critiques font référence à Esoteric, Autopsy, Disembowelment,, Paradise Lost, Ghoulgotha, Dark Millennium, The Chasm, Mitochondrion, Babylon Sad, Zealotry, Undersave, Blood Incantation, Paramaecium, Incantation, Dead Congregation, Chaos Echœs, The Ruins of Beverast, Inverloch, Krypts, Lecherous Nocturne et Embrace of Thorns.
Les morceaux du groupe sont décrits comme « longs et épiques », mais comme un mélange dynamique de « passages lents, moyennement rapides et rapides ». Le chant, généralement guttural, varie entre le screaming et le growling. Le jeu de guitare est principalement perçu comme « sombre et mélodique ». Dans les passages rapides, le groupe présente des blast beats et du tremolo-picking. Les synthétiseurs sont utilisés de manière sporadique, tout comme les bruits d'amplis, les effets de bourdon et les surfaces sonores qualifiées de sombres.

## Discographie
- 2018 : Demo MMXVII (démo, Chaos Records)
- 2019 : I (album, Aesthetic Death)